# استو-آن-ده-وود
latitudeاستو-آن-ده-وودlongitudeاستو-آن-ده-وود
استو-آن-ده-وود (به انگلیسی: Stow-on-the-Wold) یک شهرک در بریتانیا است که در انگلستان واقع شده‌است.

## خصوصیات
استو-آن-ده-وود ۲٬۷۹۴ نفر جمعیت دارد.